# Polideportivo Ejido
Club Polideportivo Ejido var en spansk fotbollsklubb från El Ejido. Klubben bildades 1969 och lades ner 2012. Hemmamatcherna spelades på Estadio Municipal Santo Domingo.